# Joachim Nikolaus von Dessin
Joachim Nikolaus von Dessin (* 1704 in Rostock; † 18. September 1761 in Kapstadt) war in Kapstadt der Grundsteinleger für die Gründung der ersten öffentlichen Bibliothek in Südafrika.

## Leben
Joachim Nikolaus von Dessin entstammte dem alten mecklenburgischen Adelsgeschlecht von Dessin. Der Vater Christian Adolf von Dessin wurde 1679 geboren und diente als Offizier in der schwedischen Armee. Seit 1702 war er mit Margaretha Elisabeth von Hünenmörder verheiratet. Aus dieser Ehe gingen zwei Söhne hervor, Joachim Nikolaus, geboren 1704, und August Christian, getauft 1706.
Der Vater schickte beide Söhne früh aus dem Haus. Während der jüngere zu einem Prediger in Kost gegeben wurde, war Joachim Nikolaus Page am Hof des Markgrafen Albrecht Friedrich von Brandenburg und erhielt eine Schulausbildung in Berlin am Joachimsthalschen Gymnasium.
Kurz nach seinem Aufstieg zum Kammerjunker 1722 verließ er das Anwesen des Markgrafen und kehrte nach dem Tod seiner Eltern nach Mecklenburg zurück.
Bald danach wandte er sich nach Holland, verließ die Heimat und trat 1726 in den Dienst der Niederländisch-Ostindischen Gesellschaft, auch Vereinigte Ostindische Kompanie der Niederlande genannt.
Am 7. November 1726 ging er als einfacher Soldat an Bord des Schiffs „Ketel“ und erreichte am 16. April 1727 Kapstadt, wo er blieb und 1729 zum Kanzlist der Justizkammer mit dem Rang des Assistenten aufstieg. Nebenher praktizierte er als Anwalt in einer privaten Notariatspraxis.
Am 10. Dezember 1730 heiratete er die deutschstämmige Christina Ehlers. Dank ihren Beziehungen zu einflussreichen Kapstädtern erlangte er Zutritt zu besseren Kreisen und der Oberschicht der Kapkolonie.
1737 wurde er Sekretär der Waisenkammer und Nachlassbehörde, wo er Nachlässe verwaltete und Vormundschaftssachen bearbeitete. Als er 1744 erneut um eine Beförderung bat, erhielt er diese zum Unterkaufmann. 1757 schied er, krankheitsbedingt, aus dem Dienst der Kompanie.
Am 18. September 1761 starb Joachim Nikolaus von Dessin in Kapstadt.

## Sammlung
Durch seinen beruflichen sowie sozialen Aufstieg in der Gesellschaft war Joachim Nikolaus von Dessin in der Lage großen Landbesitz und mehrere Häuser zu erwerben. Eines dieser Wohnhäuser eignete sich für die Aufnahme einer Bibliothek. Der Aufbau und die Zusammensetzung seiner wachsenden Büchersammlung verrieten viel über sein weitgespanntes und vielfältiges Interesse im Zeitalter der Aufklärung. Große Beachtung schenkte er den Klassikern der Antike aber auch der zeitgenössischen Philosophie und Theologie. Die theologischen Bücher umfassten in mehr als tausend Bänden fast ein Viertel des gesamten Bestandes.
Zur Schulung seiner guten Sprachkenntnisse, welche schon in der Schulzeit als hervorragend galten, schaffte er zahlreiche Grammatiken, Sprachlehren und Wörterbücher an. Er las neben seiner Muttersprache auch Holländisch, Latein, Französisch und darüber hinaus auch Griechisch, Hebräisch, Englisch, Italienisch und Spanisch. Dies belegen zahlreiche handschriftliche Anmerkungen in seinen Büchern.
Außerdem beschäftigte er sich mit der Mathematik, Astronomie und Geographie.
Besonderes Interesse brachte er auch der Geschichte entgegen, der etwa 800 Werke aus seiner Sammlung zugeordnet werden können. Weiterhin befinden sich auch bedeutende wissenschaftliche Publikationen verschiedener Gebiete in seiner Sammlung. Ergänzt wurde dieser Bestand durch, für die Frühgeschichte der europäischen Besiedlung Südafrikas, wertvolle Handschriften (u. a. Abschriften von Tagebüchern und Berichte und Beschreibungen des Kaplandes durch Kompaniebeamte).
Beim Erwerb der Bücher kamen Dessin sein Beruf, sein Vermögen und seine persönlichen Beziehungen zugute, denn ohne Druckereien, Buchhandlungen oder Verlage in erreichbarer Nähe gestaltete sich der Erwerb als recht schwierig.
Als Sekretär der Waisenkammer erfuhr er als erstes von einem Nachlass und konnte so schnell Bücher erwerben. Er erhielt sie von abreisenden Beamten und durchreisenden Gästen, auch tauschte er Bücher gegen Lebensmittel oder andere Gegenstände. Viele Bücher bestellte er direkt aus Europa.

## Vermächtnis
Sein umfangreiches Testament wurde am 5. Oktober 1761 im Kirchenrat verlesen. Er vermachte darin der niederländisch-reformierten Kirche am Kap seine Bibliothek, nebst Manuskripten, dazugehörigen Bücherschränken und Pulten, Buchpressen, sowie seine wissenschaftliche Instrumente und Bilder. Dies jedoch nur unter der Bedingung, dass sein Erbe nicht verkauft werden dürfe und als Grundstock für eine öffentliche Bibliothek dienen und jährlich mit Neuheiten vermehrt werden sollte. Der Kirchenrat nahm die Forderung an.
Das am 2. November angefertigte Inventar bestand aus nicht weniger als „3856 Bänden und Handschriften, gebunden und ungebunden“, in unterschiedlichen Buchgrößen, „nebst dazugehörigen Bücherbrettern, großen Schränken und kleinen Pulten, vier Buchbinderpressen, Etagenbrettern, zwei Stufenleitern, einigen mathematischen und astrologischen Instrumenten, 32 vom Kirchenrat ausgesuchten Bildern, ferner 17 silberne Medaillen, 123 großen, 103 mittelgroßen. 118 kleinen Silbermünzen und einigen Kupfermünzen“.
Auch sollten alle nachträglich gelieferten Werke dem Bestand zugefügt werden. Zusätzlich vermachte er der Kirche und der Waisenkammer je 1000 Reichstaler zur Errichtung der Bibliothek.
Daneben bedachte er seine Verwandten in Mecklenburg, Freunde am Kap und sein Patenkind. Seinen drei Sklaven schenkte er die Freiheit sowie Geld für ihren Lebensunterhalt und Kleidung.
1763 ließ das Kirchenkonsistorium ein Haus errichten in dessen zweiten Stockwerk Dessins Büchersammlung Platz fand. 1764 wurde als erster Bibliothekar der Prediger Johannes Friedrich Bode eingesetzt und eine Bibliotheksordnung erlassen.
Bis 1821 wuchs die Sammlung auf 4565 Werke an.
Neben der Existenz der „Dessinian Collection“ in der Nationalbibliothek Südafrika erinnern heute im Gebäude der Provinzialverwaltung zwei runde Tafeln an Dessins Wirken. Sie enthalten den Text: „J.N. von Dessin whose book collection by his bequest the first Public Library in South Africa dwelt on this site from 1756-1761.“ (J.N. von Dessin, dessen Büchersammlung auf sein Vermächtnis hin die erste öffentliche Bibliothek in Südafrika wurde, wohnte an dieser Stelle von 1756 bis 1761.)